# Примо, Давид
Давид Примо (ивр. דוד פרימו‎), при рождении Давид Примовски (болг. Давид Примовски; род. 5 мая 1946, София, Третье Болгарское царство) — израильский футболист, защитник. Обладатель кубка Азии и участник чемпионата мира 1970 года.

## Клубная карьера
Начал карьеру в 1963 году в «Хапоэле» из Тель-Авива. В составе клуба защитник играл до 1967 года и выиграл несколько титулов. В 1967 году перешёл в «Балтимор Бэйз», за который сыграл 11 матчей в сезоне. «Балтимор Бэйз» вышел в финал НПСЛ, где проиграл «Окленд Клипперс». В 1968 году защитник сыграл 23 матча в чемпионате, а «Балтимор Бэйз» в плей-офф не вышел. В 1969 году вернулся в «Хапоэль» и выиграл кубок Израиля. В 1975 году защитник играл за «Нью-Йорк Космос» в НАСЛ. Клуб из Нью-Йорка не вышел в плей-офф. Закончил карьеру игрока в низших лигах Израиля.

## Карьера в сборной
Первый матч за сборную Израиля сыграл 17 марта 1964 года против Южного Вьетнама. На кубке Азии сыграл 3 матча. Принимал участие в отборочных турнирах чемпионатов мира 1966 (4 матча) и 1970 (3 матча). На чемпионате мира Примо сыграл в матчах с Уругваем, Италией и Швецией.

## Достижения
«Хапоэль» Тель-Авив
- Чемпион Израиля: 1965/66
- Кубок Израиля: 1972
- Азиатский клубный чемпионат: 1967

Сборная Израиля
- Кубок Азии: 1964